# Patrick Estève
Patrick Estève (Lavelanet, 14 febbraio 1959) è un ex rugbista a 15 e allenatore di rugby a 15 francese, da giocatore tre quarti ala, tra i pochi a mettere a segno almeno una meta in tutti gli incontri di una stessa edizione del Cinque Nazioni.

## Biografia
Cresciuto nel Carcassonne, in cui entrò a 5 anni e con cui esordì in prima squadra a 16, passò al club della sua città natale, lo Stade Lavelanétien, in cui militò dal 1978 al 1979.
Estève si mise in luce nel Narbona, con il quale vinse una Coppa di Francia nel 1984 e, contestualmente, si laureò miglior marcatore del campionato.
Esordì in Nazionale nel 1982, contro la Romania a Bucarest, e prese parte ai tornei del Cinque Nazioni dal 1983 al 1986, vincendo il primo e l'ultimo disputato, entrambi a pari merito, e marcando nell'edizione di esordio almeno una meta per ognuno dei quattro incontri del torneo (una ciascuna a Galles, Inghilterra e Irlanda e due alla Scozia), prestazione riuscita a pochi rugbisti nella storia della competizione.
Prese anche parte alla Coppa del Mondo di rugby 1987, in cui la Francia giunse fino al secondo posto, disputandovi due incontri, i suoi ultimi internazionali, contro Zimbabwe e Scozia.
Dopo la fine della carriera con il Narbona ha militato a lungo nelle serie inferiori a Castelnaudary e ha intrapreso la carriera tecnica; fu presidente-allenatore dal 1997 al 1999 del suo antico club, il Levelanet, per poi limitarsi solo alla conduzione tecnica; nella stagione 2008-09 fu tra i dilettanti con l'Union sportive Trébéenne, di Trèbes (Aude) e, dal 2010, di nuovo a Castelnaudary.

## Palmarès
- Coppe di Francia: 1
Narbona: 1983-84